# شیزوئوکا

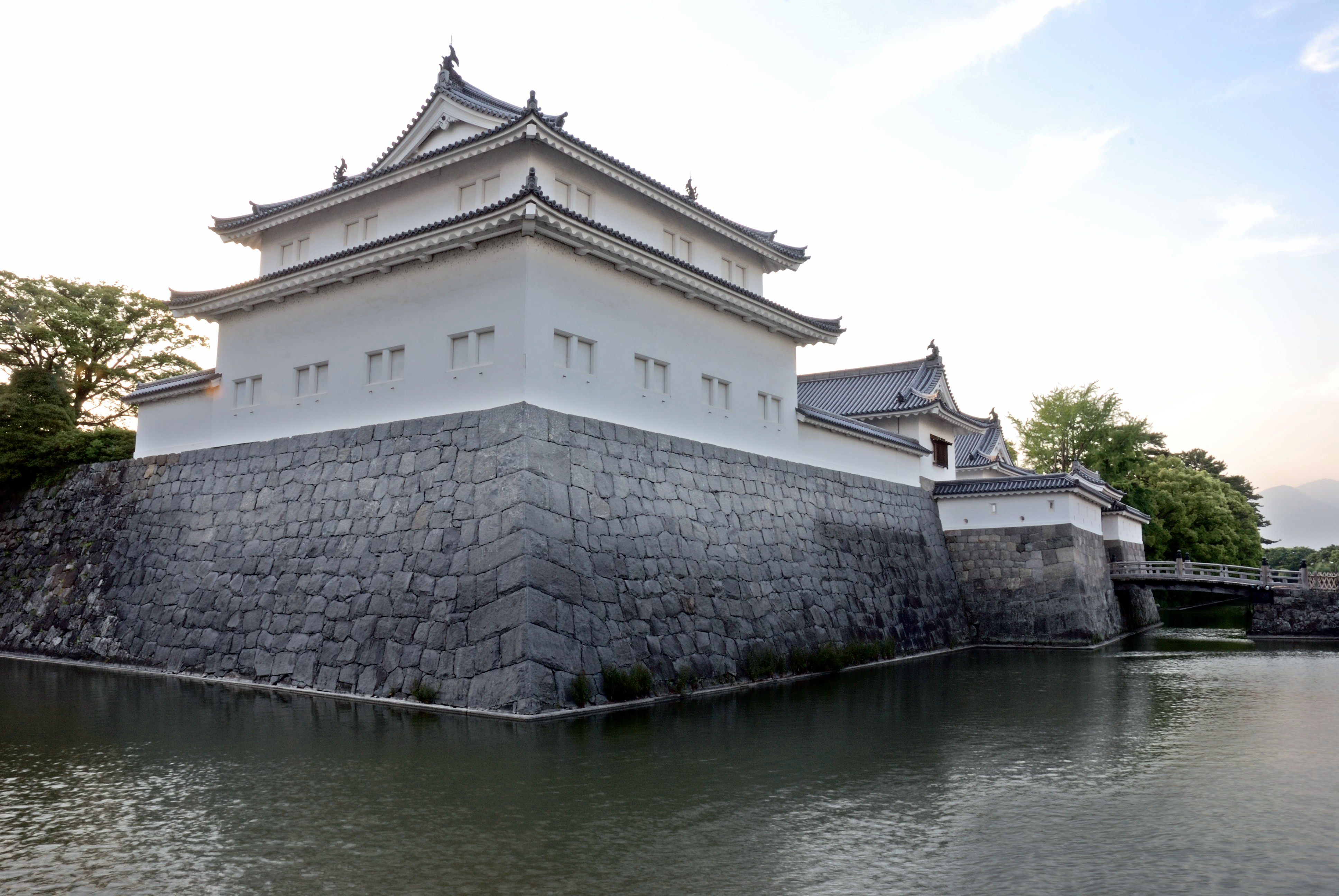
شیزوئوکا.

شیزوئوکا یکی از شهرهای ژاپن مرکز استان شیزوئوکا می‌باشد. این شهر یکی از شهرهای منتخب توسط حکم دولتی محسوب می‌گردد.
جمعیت شیزوئوکا در سال ۲۰۰۶ بالغ بر ۷۱۳٬۳۳۳ نفر برآورد شده‌است. همچنین تراکم جمعیت در این شهر ۵۱۳٫۶۵ نفر در کیلومتر مربع می‌باشد.